# Antonio Cerdá y Lloscos
Antonio Cerdá y Lloscos (Santa Margarita, Baleares, 1390 – Roma, 12 de septiembre de 1459), religioso de la Orden de la Santísima Trinidad, que ocupó diversos cargos en su orden y fue después nombrado por Nicolás V arzobispo de Mesina, obispo de Lérida, elevado a Cardenal presbítero con el título de San Crisógono, Camarlengo, Inquisidor general de Aragón y miembro de la Congregación de Regulares en Roma.

## Biografía
Cerdá y Lloscos nació de familia ilustre en Santa Margarita, en Mallorca, en 1390. Su padre fue durante mucho tiempo Conseller de Mallorca. Realizó los primeros estudios en Palma de Mallorca. Desde muy pequeño había tenido contacto con los trinitarios y por ello solicita ingresar en la Orden, siendo recibido en el convento del Santi Spiritus de Palma. Es destinado a Lérida, donde consiguió el grado de Doctor en Teología, y gana por oposición en la Universidad de Lérida las cátedras de Teología escolástica, de Sagrada Escritura y de Cánones.
En 1429 es elegido primer definidor para asistir al capítulo general de la orden, que comenzó el 24 de abril en Cerfroid. El Ministro General Juan Halbould de Troyes le encargó la redacción de las nuevas Constituciones y Estatutos de la Orden, promulgados posteriormente por el capítulo general. Tras el Capítulo fue nombrado visitador y comisario general para las provincias de Inglaterra, Irlanda y Escocia. Durante dos años visitó las casas de la orden en las islas británicas. Tras ello fue nombrado visitador y comisario general para las provincias de España e Italia y procurador general de la Orden, por lo que se trasladó al convento trinitario de Roma.
No tardó en llamar la atención de la corte pontificia, especialmente del papa Eugenio IV, que lo nombró Camarero Papal y auditor de la Rota. Fue nombrado Embajador Pontificio ante el rey Alfonso V de Aragón. Cuando el rey trasladó su corte de Lérida a Nápoles nombró a Cerdá preceptor de sus hijos. En esa época escribe el tratado De educatione principum.  Alfonso V lo presenta al nuevo papa Nicolás V como candidato al arzobispado de Mesina (Sicilia), y es nombrado el 8 de julio de 1447. Al poco tiempo el Papa le dispensa de la obligación de residencia y lo llama a Roma para que le ayude en la resolución de asuntos jurídicos y canónicos en la Curia romana.
El 16 de febrero de 1448 es elevado a cardenal presbítero, con el título de San Crisógono. La basílica romana de San Crisógono, en el Trastevere, aún pertenece a la Orden Trinitaria. Nicolás V lo nombra también Inquisidor Supremo y miembro de la Sagrada Congregación de Regulares. Un año después, el 28 de marzo de 1449 le nombra obispo de Lérida, sin obligación de residencia y manteniendo el arzobispado de Mesina, el rey dio el Regium exequatur desde Nápoles. Como obispo de Lérida instituyó la prebenda teologal, impulsó la devoción al Santo Lienzo y trasladó las representaciones de la Pasión al claustro de la catedral en lugar del presbiterio.
En 1455 se le pide el servicio de la administración de la diócesis de Giovenazzo, y en ese mismo año fue muy estimada su acción pacificadora, como embajador papal, en los disturbios de la ciudad de Florencia. Participó en el cónclave de 1455, que eligió a Calixto III y posteriormente en el cónclave de 1458 que eligió a Pío II. El nuevo Papa nombró al Cardenal Cerdá teólogo consultor y lo llamaba el príncipe de los teólogos.
El 12 de septiembre de 1459 murió en Roma. Fue sepultado en la antigua iglesia de San Pedro con el epitafio: MCCCCLIX. die XII mensis septembris. Antonius Cerdanus Majoricensis Cardinalis. Quievit in Domino. Tanto el sepulcro como la capilla en que se encontraba desaparecieron en 1570 con la construcción de la nueva Basílica de San Pedro.